# Alexander Zahlbruckner
Alexander Zahlbruckner (1860 – 1938) è stato un botanico austriaco specializzato nello studio dei licheni.

## Biografia
Dal 1878 al 1883 studiò presso l'Università di Vienna, dove fra i docenti ebbe Anton Kerner von Marilaun e Julius Wiesner.
Successivamente collaborò come assistente volontario di Günther Beck von Mannagetta und Lerchenau presso il Naturhistorisches Museum di Vienna, dove in seguito ottenne gli incarichi di assistente curatore (dal 1897), curatore (dal 1899) e curatore capo (dal 1912).
Dal 1918 fino al suo pensionamento (avvenuto nel 1922), fu direttore del dipartimento di Botanica del museo.
Da pensionato, continuò i suoi studi nel campo della lichenologia.
Nel 1905 svolse l'incarico di segretario generale del Congresso botanico internazionale, tenutosi a Vienna.

## Opere principali
Zahlbruckner è noto per la pubblicazione del Catalogus lichenum universalis, un catalogo che elenca tutti i nomi pubblicati dei licheni, pubblicato in 10 volumi tra il 1922 e il 1940:
- Catalogus lichenum universalis, Gebrüder Borntraeger, Lipsia, Johnson Reprint Corp., New York, 1922-1940.